# Marc Jesús Bertran i Tintorer
Marc Jesús Bertran i Tintorer (Barcelona, 4 de setembre de 1872- 4 de gener de 1934) fou musicòleg, crític musical i teatral i escriptor català, amb una gran afició pel col·leccionisme. Es va dedicar també a l'estudi històric del teatre i el teatre líric, tot impulsant la creació del Museu del Teatre i de la Música, avui en dia dividit entre dues institucions: l'Institut del Teatre i el Museu de la Música. A més a més, va col·laborar de forma repetida amb la premsa on, a banda de publicar les seves crítiques, donava a conèixer la seva col·lecció, que més tard va haver de subhastar per necessitats econòmiques.

## Biografia
Bertran i Tintorer,  fill d'Eduard Bertran i Rubio, metge de Saragossa, i de la barcelonina Dolors Tintoré Serra, va néixer l'any 1873 a Barcelona.
El seu reconeixement, en gran part, deriva de les crítiques musicals publicades als diaris La Vanguardia (1898), del qual va ser col·laborador durant quinze anys, i després a El Día Gráfico, on va publicar fins a la seva mort.
Va simpatitzar amb el corrent wagnerià, de manera que la seva postura respecte a la música era força conservadora. Aquesta voluntat de fer arribar el pensament wagnerià el va portar a publicar l'any 1905 un llibre amb finalitats divulgatives dedicat a Els mestres cantaires de Nuremberg en la seva estrena al Liceu. Posteriorment, va continuar la seva divulgació amb més contundència en altres obres, entre les quals destaca el volum El Gran Teatre del Liceu de Barcelona (1837-1930), ja que va ser el primer a interessar-se per estudiar la vida operística d'aquest teatre.
Va tenir altres facetes com la d'escriptor de novel·les i llibres de temes musicals i teatrals, estudiós de la dansa i col·leccionista. Des de jove es va dedicar a col·leccionar objectes valuosos típics de la indumentària femenina de l'època com pintes, peinetas o diademes i, encara que no va fer gaires exposicions públiques a la seva ciutat, ho va donar a conèixer a través de la publicació d'articles a la premsa. Anys més tard, per problemes econòmics, va haver de subhastar la col·lecció a París, després de la negativa de l'Ajuntament de Barcelona a acceptar-la.
La figura de Marc Jesús Bertran va ser rellevant també en ser, cap a l'any 1912-13, l'impulsor i conseqüentment el primer conservador del Museu del Teatre i de la Dansa de Barcelona. També va ser un dels pensadors del III Congrés Internacional de Teatre, celebrat l'any 1929 a Barcelona.

## Obres literàries
A part de les seves publicacions d'articles en diaris, la seva producció literària aglutina estudis sobre espectacles musicals, algunes novel·les i textos teatrals, així com traduccions d'autors com Gerhart Hauptmann. Entre les més destacades hi ha: 
- El Rey (1903)
- Los maestros cantores de Nuremberg (1905).
- La dansa en el teatre (1908).
- Entre el telar y el foso (1910)
- La tonadilla y la danza (1915).
- Baile de máscaras en un convento de monjas; fiesta de momería en Pedralbes en tiempo de Felipe V, Barcelona (1929).
- El Gran Teatro del Liceo de Barcelona (1837-1930), Barcelona (1931)[5]
- Una vida (teatre, 1931)